# North DeLand
North DeLand – jednostka osadnicza w Stanach Zjednoczonych, w stanie Floryda, w hrabstwie Volusia.